# Leylān
Leylān (persiska: لیلان) är en ort i Iran.   Den ligger i provinsen Östazarbaijan, i den nordvästra delen av landet, 500 km väster om huvudstaden Teheran. Leylān ligger 1 317 meter över havet och antalet invånare är 6 079.
Terrängen runt Leylān är platt åt sydväst, men åt nordost är den kuperad.Runt Leylān är det ganska tätbefolkat, med 139 invånare per kvadratkilometer. Närmaste större samhälle är Mīāndoāb, 9,9 km sydväst om Leylān. Trakten runt Leylān består i huvudsak av gräsmarker.